# Samson Samsonov
Pour les articles homonymes, voir Samsonov.
Samson Iossifovitch Samsonov (en russe : Самсон Иосифович Самсонов) de son vrai nom Samson Iossifovitch Edelstein, né à Novozybkov (République socialiste fédérative soviétique de Russie) le 23 février 1921 et mort à Moscou (Russie) le 31 août 2002, est un réalisateur et scénariste soviétique et russe qui a reçu le titre honorifique d'Artiste du peuple de l'URSS en 1991. Membre de l'Union cinématographique de l'URSS.

## Biographie
Samson Samsonov nait à Novozybkov dans l'actuel oblast de Briansk. Il fait ses études à l'École d'art et pédagogie de l'oblast de Moscou à la mémoire de 1905 (ru). En 1939, il commence sa carrière comme acteur du studio Mosfilm.
Il étudie l'art cinématographique dans la classe de Sergueï Guerassimov à l'Institut national de la cinématographie et en sort diplômé en 1951. Il est metteur en scène au Théâtre Vakhtangov de 1951 à 1952, puis, au théâtre national d'acteur de cinéma jusqu'en 1954, avant de devenir réalisateur du Mosfilm où il se démarque avec son premier film La Cigale qui reçoit le Lion d'argent de la Mostra de Venise de 1955. En 1963, on lui remet le prix du jury au XVIe Festival de Cannes pour La Tragédie optimiste.
L'artiste est décédé à l'Institut Sklifossovski, après l'opération pour maladie cancéreuse. Il est inhumé au Cimetière Troïekourovskoïe.

## Filmographie

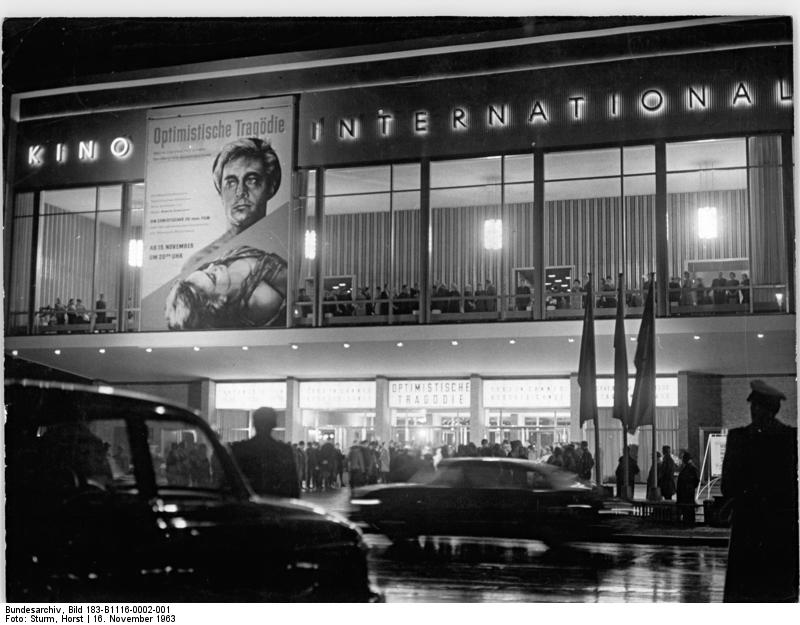
Berlin, façade du Kino International avec à l'affiche La Tragédie optimiste (1963).

### Au cinéma
- 1955 : Derrière la vitrine du super marché (За витриной универмага)
- 1955 : La Cigale (Попрыгунья, Poprygunya)
- 1957 : Des verstes sous le feu (Огненные версты, Ognennye versty)
- 1960 : Contemporain du siècle (Ровесник века)
- 1963 : La Tragédie optimiste (Оптимистическая трагедия, Optimisticheskaya tragediya)
- 1964 : Les Trois Sœurs (Три сестры)
- 1967 : L'Arène (ru) (Арена)
- 1969 : Tous les soirs à onze heures (ru) (Каждый вечер в одиннадцать)
- 1973 : Beaucoup de bruit pour rien (Много шума из ничего, Mnogo shuma iz nichego)
- 1976 : L'Or fou (ru) (Бешеное золото)
- 1977 : Une grue dans le ciel (ru) (Журавль в небе)
- 1978 : La Marchande et le Poète (Торговка и поэт)
- 1981 : La Huitième Merveille du monde (ru) (Восьмое чудо света)
- 1983 : Foyer pour célibataires (Одиноким предоставляется общежитие)
- 1985 : Un endroit pour danser (ru) (Танцплощадка)
- 1988 : À côté de ses pompes (Неприкаянный)[2]
- 1990 : Le Piège à souris (Мышеловка)
- 1992 : Le Casino (Казино)
- 1996 : Bien-aimé d’un passé lointain... (ru) (Милый друг давно забытых лет..., Milyy drug davno zabytykh let...)

### À la télévision
- 1975 : Meurtre à l'anglaise (Чисто английское убийство, Chisto angliyskoe ubiystvo)